# Conancio (obispo de Palencia)
No se debe confundir con Conancio, obispo de Toledo c. 593-596.
Conancio, también mencionado como Tonancio 
o Connario, 
fue obispo de Palencia entre 607 y 639.
Mencionado erróneamente por algunos autores como monje benedictino, 
fue consagrado por el obispo de Toledo Aurasio hacia el año 607 o 609. 
Consta su asistencia a los concilios de Toledo de los años 610, 633, 636 y 638, 
celebrados durante los reinados de Witerico, Gundemaro, Sisebuto, Recaredo II, Suintila, Sisenando y Chintila. 
En su época floreció en Palencia la primera escuela episcopal de la que se tiene constancia, en la que estudió Fructuoso de Braga.
Según san Ildefonso, que dejó escrita su apología en De viris illustribus, era versado en la composición de poesía y música sagrada; reformó el canto eclesiástico, dejando escritas numerosas melodías y un libro de oraciones. 
A menudo es mencionado como santo, aunque este tratamiento sólo tiene carácter honorífico, pues no fue canonizado.
| Predecesor: Maurila | Obispo de Palencia 607 – 639 | Sucesor: ? |